# Jabloko
Jabloko (celým názvem Ruská sjednocená demokratická strana "Jabloko", rusky Российская объединённая демократическая партия "Яблоко") je ruská středově-liberální politická strana vzniklá roku 1993. Předsedou strany je Nikolaj Rybakov. Zakladatelem strany je Grigorij Alexejevič Javlinskij, který je od vzniku strany lídrem strany v prezidentských volbách.

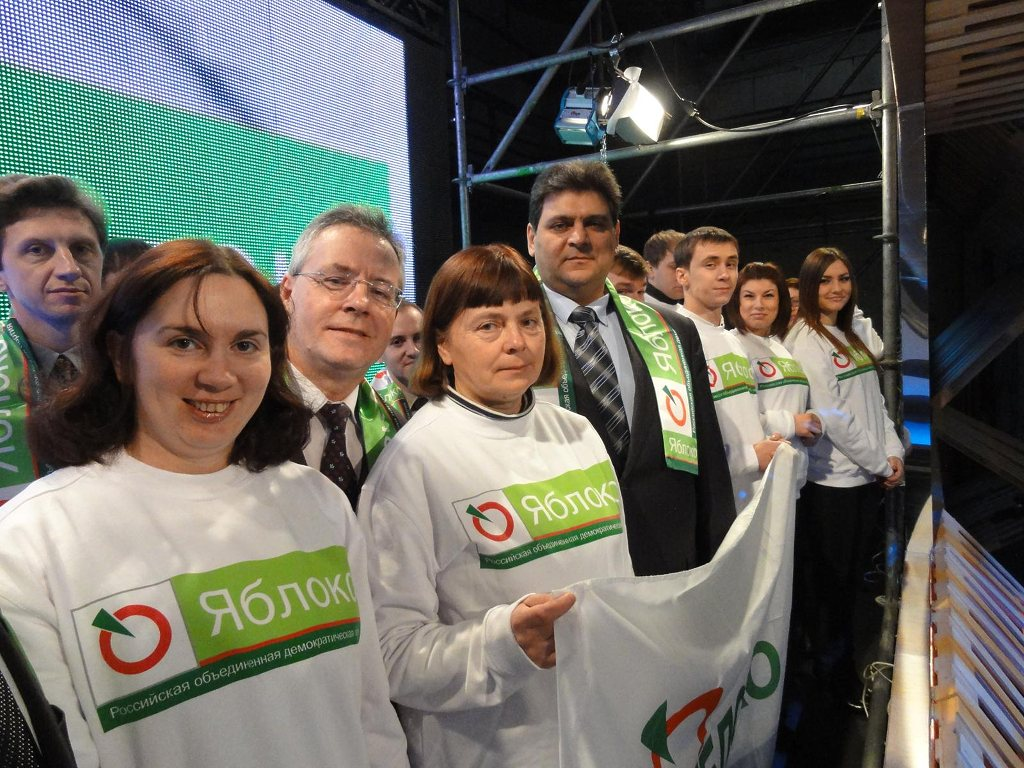
Příznivci strany Яблоко

## Charakteristika a zapojení do politického systému
Strana vznikla roku 1993 s cílem bránit občanské svobody, integraci se západem a získat členství v Evropské unii. Program strany se vymezuje jako sociálně liberální, někdy bývá označován i jako sociálně demokratický. Jabloko působí v rámci bloku protikremelských stran. Udržuje vztahy s liberálními stranami, je členem Aliance liberálů a demokratů pro Evropu a Liberální internacionály.

## Volební výsledky

### Státní Duma
| Volby | Hlasy     | %    | mandáty |
| ----- | --------- | ---- | ------- |
| 1993  | 4 223 219 | 7,86 | 27      |
| 1995  | 4 767 384 | 6,89 | 45      |
| 1999  | 3 955 611 | 5,93 | 20      |
| 2003  | 2 609 823 | 4,30 | 4       |
| 2007  | 1 108 985 | 1,59 | 0       |
| 2011  | 2 252 403 | 3,43 | 0       |
| 2016  | 1 051 335 | 1,99 | 0       |

### Prezidentské volby
| Volby | Kandidát                                                          | Počet hlasů                                                       | %                                                                 |
| ----- | ----------------------------------------------------------------- | ----------------------------------------------------------------- | ----------------------------------------------------------------- |
| 1996  | Grigorij Javlinskij                                               | 5 550 752                                                         | 7,3                                                               |
| 2000  | Grigorij Javlinskij                                               | 4 351 450                                                         | 5,8                                                               |
| 2004  | bez účasti                                                        | bez účasti                                                        | bez účasti                                                        |
| 2008  | podpora Vladimira Bukovského, který však nebyl připuštěn k volbám | podpora Vladimira Bukovského, který však nebyl připuštěn k volbám | podpora Vladimira Bukovského, který však nebyl připuštěn k volbám |
| 2012  | Grigorij Javlinskij nebyl připuštěn k volbám                      | Grigorij Javlinskij nebyl připuštěn k volbám                      | Grigorij Javlinskij nebyl připuštěn k volbám                      |
| 2018  | Grigorij Javlinskij                                               | 769 751                                                           | 1,05                                                              |

### Místní parlamenty
Kandidáti strany byli zvoleni do několika místních parlamentů. K srpnu 2021 má strana 4 poslance v Moskevském parlamentu (zvoleni v roce 2019), 3 poslance v parlamentu Karelské republiky (zvoleni v roce 2016), 2 poslance v Petrohradském parlamentu (zvoleni v roce 2016), 2 poslance v parlamentu Pskovské oblasti (zvoleni v roce 2020) a po jednom poslanci v parlamentech Chabarovského kraje a Kostromské oblasti.